# Leen Vente
Leendert Roelof Jan "Leen" Vente (Roterdã, 14 de maio de 1911 - 9 de novembro de 1989) foi um futebolista neerlandês.

## Carreira
Leen Vente fez parte do elenco da Seleção Neerlandesa de Futebol que disputou a Copa do Mundo de 1934, e de 1938.

## Ligações Externas
- Perfil em Fifa.com (em inglês)